# لاتویتسا
لاتویتسا (به صربی: Latvica) یک منطقهٔ مسکونی در صربستان است که در آرییه واقع شده‌است. لاتویتسا ۹٫۶۹ کیلومتر مربع مساحت و ۲۹۳ نفر جمعیت دارد و ۴۸۰ متر بالاتر از سطح دریا واقع شده‌است.